# Rivetto

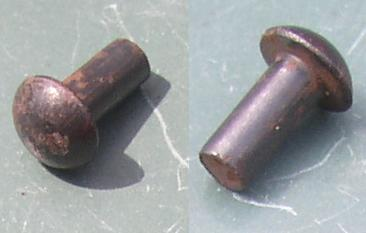
Ribattini da ribaditura.

Il rivetto (o ribattino) è un elemento meccanico di fissaggio non smontabile. 
Si adotta in tutti quei casi in cui non sia possibile realizzare saldature, per esempio tra due lamiere. L'unico modo per rimuoverlo è distruggerlo. 

## Caratteristiche
I giunti rivettati sono realizzati in lamiere metalliche dove il rivetto subisce solo  sforzi di taglio. Prima di essere installato, il rivetto è costituito da un cilindro metallico con una testa da un lato. Il rivetto è inserito in un foro realizzato precedentemente con un trapano, e quindi l'estremità senza testa viene ribadita, ovvero deformata plasticamente a formare la controtesta. I fori in cui inserire il rivetto devono essere di diametro calibrato, maggiore del diametro del gambo del rivetto non deformato, che si espanderà fino a riempire tutto il foro all'atto della realizzazione della controtesta. L'area libera deve essere di diametro di circa una volta e mezzo il foro, per permettere la corretta formazione della controtesta.
Il foro deve essere eseguito a un angolo di 90° nelle lamiere. Per prevenire disallineamenti o l'allontanamento tra le lamiere durante l'esecuzione del foro, queste devono essere opportunamente bloccate insieme. Se le lamiere dovessero allontanarsi, dei trucioli metallici potrebbero infilarsi nello spazio vuoto che si verrebbe a creare tra loro. Se le lamiere dovessero scorrere tra loro, il foro sarebbe non allineato e non sarebbe possibile l'inserimento del rivetto.

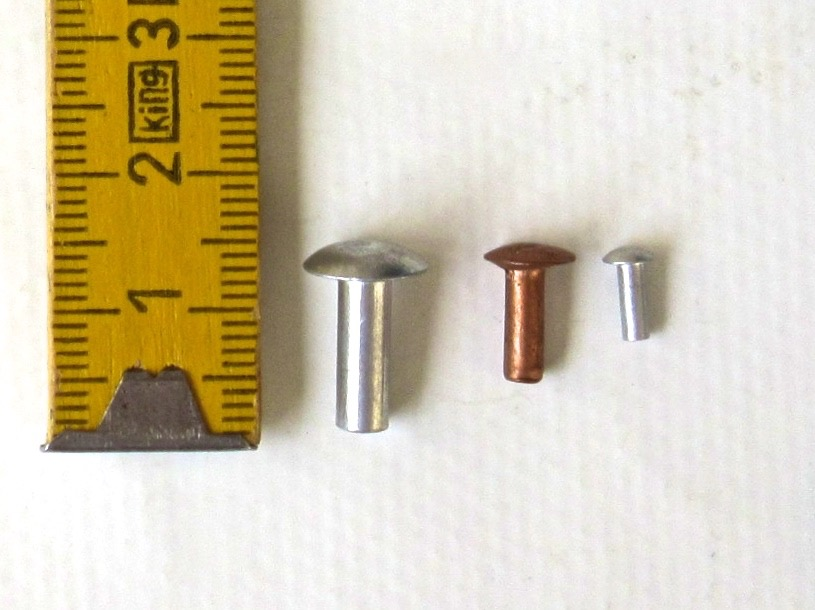
Piccoli ribattini in alluminio e rame.

Le controteste possono essere formate a freddo o caldo, con vibratori o presse pneumatiche o per martellatura. Spesso è preferibile formare le teste per pressatura, per evitare di danneggiare le lamiere nell'intorno del foro. La forma della controtesta è determinata dalla forma della coppa metallica dell'utensile di pressatura.
I rivetti possono essere utilizzati per giunzioni a fila singola, doppia, tripla, a catena o a zig zag. La zona in cui avviene la rivettatura può essere rinforzata da piastre, dette doubler, per preservare l'integrità delle lamiere giuntate. Il carico è distribuito tra i rivetti per cui moltiplicandone il numero si riduce la sollecitazione a cui sono sottoposti, ma i rivetti di estremità sono sempre i più sollecitati.
I rivetti sono forniti in una varietà di dimensioni e materiali. Una delle caratteristiche peculiari è la forma della testa che può essere piatta, a bottone, semisferica, o in altre geometrie. Per applicazioni aeronautiche si utilizza, sulla faccia esterna dell'aeromobile, la cosiddetta testa svasata; infatti la superficie esterna dell'aeromobile deve essere il più liscia possibile, per preservare le caratteristiche aerodinamiche. È necessario quindi ricavare, oltre al foro, una depressione concentrica, la svasatura appunto, per l'alloggiamento della testa del rivetto. I pannelli alari sono solitamente rivettati con rivettatrici automatiche che formano una o entrambe le teste del rivetto. La controtesta è sporgente, in quanto situata all'interno della struttura.

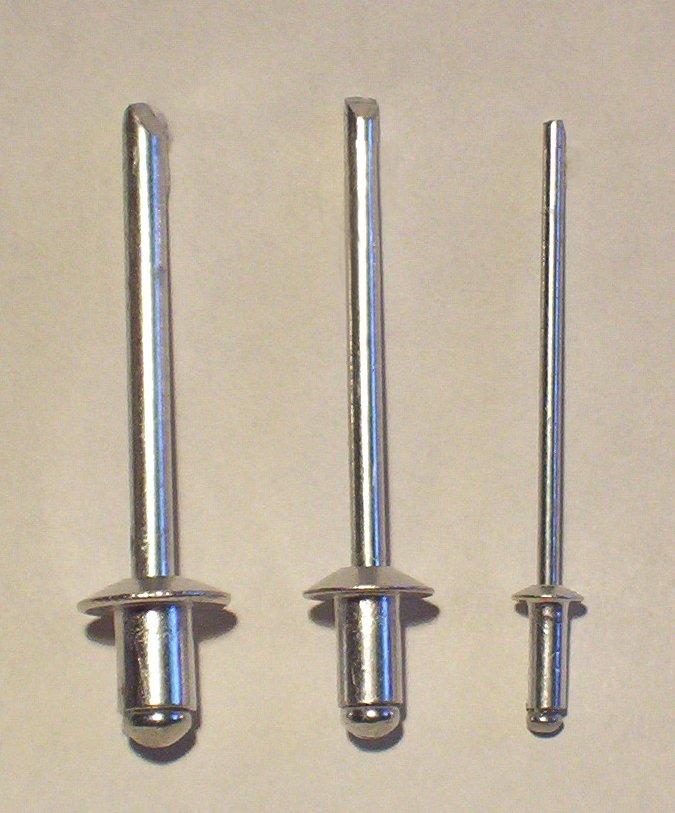
Tre rivetti a strappo in alluminio per fori ciechi, da 1/8", 3/32", e 1/16".

I rivetti a strappo o rivetti ciechi sono un tipo di rivetti utilizzati qualora non sia disponibile l'accesso per formare la controtesta. Il cilindro del rivetto è cavo, e contiene una spina, che viene strappata, deformando plasticamente l'estremità, in virtù di una zona finale con diametro maggiore. Tali rivetti sono installati con un apposito attrezzo che, mentre trattiene la testa con un collare, garantendo il corretto posizionamento del rivetto, tira verso l'esterno la spina per formare la controtesta; dopodiché, la spina viene rotta a trazione, essendo dotata di un'apposita zona di rottura.
I rivetti possono essere rimossi asportandone una delle teste mediante trapanatura o molatura.

## Processo di produzione
Il processo di produzione dei rivetti inizia con la lavorazione delle materie prime. Le barre metalliche vengono tagliate in lunghezze specifiche e quindi formate in forme desiderate utilizzando macchine specializzate come torni, presse e macchine per la formatura.
Una volta ottenute le forme di base dei rivetti, questi vengono sottoposti a una serie di operazioni di lavorazione aggiuntive per ottenere le caratteristiche finali richieste. Queste operazioni possono includere:
1. Foratura e stampaggio: per creare fori perni o incavi nella testa del rivetto, che permettono il fissaggio del rivetto all'assemblato.
2. Filettatura: per la creazione di filettature su parte del corpo del rivetto, permettendo la connessione con altri componenti tramite viti.
3. Trattamenti termici: per migliorare le proprietà meccaniche del metallo, come la durezza e la resistenza.
4. Finitura superficiale: per migliorare l'estetica e proteggere il rivetto dalla corrosione, possono essere applicati rivestimenti come zincatura o anodizzazione.